# Marco Duilio
Marco Duilio (Roma, ... – ...; fl. V secolo a.C.) è stato un politico romano.

## Il tribunato
Marco Duilio fu eletto tribuno della plebe nel 449 a.C., tra gli altri insieme a Lucio Verginio e Lucio Icilio, dopo che, decaduto il secondo decemvirato, questa magistratura venne ripristinata.
Fu Marco Duilio ad evitare che il conflitto tra i patrizi e i plebei degenerasse ulteriormente, a seguito delle vicende che portarono ai suicidi di Appio Claudio e Spurio Oppio e all'esilio per tutti gli altri decemviri, dichiarando pubblicamente che si sarebbe opposto ad ulteriori citazioni in giudizio di cittadini romani..
Grazie a quest'intervento i consoli eletti per l'anno, Lucio Valerio Potito e Marco Orazio Barbato, furono in grado di intraprendere le operazioni belliche contro i Sabini e contro gli Equi e Volsci, per le quali ottennero il Primo trionfo decretato dal popolo romano.
Marco Duilio risultò poi determinante nell'elezione dei nuovi tribuni della plebe, opponendosi a quei colleghi, che avrebbero voluto che la propria carica fosse rinnovata senza che si tenessero nuove elezioni.
(Tito Livio, Ab urbe condita, II, 45)